# 三尾那央子
三尾 那央子（みお なおこ、1987年9月25日 - ）は、北海道函館市出身の元女子競輪選手。現役時代は日本競輪選手会北海道支部所属、ホームバンクは函館競輪場。日本競輪学校（当時。以下、競輪学校）第114期生。師匠は薮下昌也（52期）。

## 経歴
北海道教育大学中退。2015年に結婚し、夫から何か趣味を勧められロードバイクを始めた。その後、函館競輪場主催のガールズケイリン選手を育成するホワイトガールズプロジェクトに参加、競輪選手を目指すこととなった。
2017年1月12日、競輪学校第114回技能試験に合格。在校競走成績は19位（1勝）。
2018年7月3日、函館競輪場でデビューし7着。
2020年1月9日、選手登録消除。通算戦績は124戦0勝。